# タモリの新・哲学大王!
『タモリの新・哲学大王!』（タモリのしん・てつがくだいおう）は、フジテレビ系列で1997年4月16日から同年9月17日まで毎週水曜日の22:00 - 22:54（JST）に放送されていた日本のトークバラエティ番組。司会を務めたタモリの冠番組。モノラル放送、文字多重放送を実施。
ハウフルスとフジテレビの共同制作。キリングループの一社提供番組（キリンビールとキリンビバレッジの2社提供）。

## 概要
これまで同時間帯で放送されていた『ボキャブラ天国』シリーズが、1997年春の改編で日曜深夜枠へ移動。『ボキャブラ天国』の司会はタモリからレギュラーだったヒロミと新たに加わる谷村新司に交代し、引き続き水曜22時台、同じくハウフルス制作番組の司会を務めることになった。
当番組は毎週、日常生活に即した様々なテーマを哲学的に、かつユーモアを交えながら考察するという主旨で番組を展開。豪華な各界の賢者（VTR出演者）らが登場し、「命」「お金」「才能」「父親」「青春」などをテーマにした各々の哲学を紹介。
学生時代、早稲田大学第二文学部西洋哲学専修へ入学 (後に除籍) しているタモリを司会に、番組進行役の木佐彩子（当時フジテレビアナウンサー）、そして主なパネラーたちが各回のテーマに沿って哲学トークや意見交換を繰り広げていた。ちなみに、最終回のテーマは「哲学大王」であった。
提供読み時には「今夜も哲学に乾杯! この番組は、おいしい、うれしい、楽しい、キリンの提供でお送りします（しました）」との音読があったが、エンディングにおいてはほぼ消灯状態の中、壁にある「KIRIN」と書かれた箇所でスポンサー名を挙げていく方式を採用していた。また、エンディング後には花王のCMがヒッチハイクで放送されていた。
番組の終了後、タモリたちレギュラー陣とスポンサーはそのままに内容を一新した後継番組『タモリのネタでNIGHTフィーバー!』がスタートした。

## 出演者

### 司会
- タモリ
- 木佐彩子（当時フジテレビアナウンサー）

### 主なパネラー
- 神田正輝
- 松岡昌宏（TOKIO）
- 糸井重里
- 山田五郎
- 加藤登紀子
- うつみ宮土理
- 奥山佳恵
- 渡辺満里奈
- 喜多嶋舞
- 吉田夏彦（当時立正大学文学部哲学科教授）

ほか

### 主な賢者（VTR出演者）
- 堺正章
- 武田鉄矢
- 関根勤
- 田崎真也（シェフソムリエ）
- 佐藤藍子
- 鈴木紗理奈
- 森毅（当時京都大学名誉教授）

ほか

## オープニングテーマ
- 「ツァラトゥストラはこう語った」 作曲：リヒャルト・シュトラウス

映画『2001年宇宙の旅』のメインテーマ。

## エンディングテーマ
- 「I Finaly Found Someone」 ブライアン・アダムス&バーブラ・ストライサンド

バーブラ主演映画『マンハッタン・ラプソディ』の主題歌でもあった。

## スタッフ
- ナレーター：武田広
- 構成：浜田悠、海老克哉
- 技術：ニユーテレス
- SW (スイッチャー)：河西純
- カメラ：高田治
- 音声：杉山直樹
- 調整：宮本学
- 照明：細矢賢一
- 美術：柴田慎一郎・重岩清人（フジアール）
- デザイン：根本研二
- 美術進行：横山勇
- 大道具：長島直
- 電飾：岸和幸
- ロケ技術：ティ・ピー・ブレーン
- ロケ照明：クリア
- 収録スタジオ：ACT (現 テクノマックス)
- 編集・MA：麻布プラザ よしだ裕二・伊藤敬一
- 音効：佳夢音 柳原英博・山本千秋
- TK (タイムキーパー)：加藤京美（ハウフルス）
- スタイリスト：相馬さとし（タモリ担当）、上鈴木順子（木佐彩子担当）
- リサーチ：オフィスゲイム
- タイトルデザイン：井上嗣也（&BEMS）
- 広報：熊谷知子 → 川植浩治 → 赤間裕美（フジテレビ）
- 編成：河合徹 → 小川晋一、石井浩二（フジテレビ）
- AP (アシスタントプロデューサー)：尾形香代（ハウフルス）
- ディレクター：山田謙司・宮本忠浩（ハウフルス）、福原伸治・芝崎利行（フジテレビ）
- プロデューサー：高浦康江（ハウフルス）、山田浩司（ハウフルス）
- 総合演出：菅原正豊（ハウフルス）
- 写真提供：オリオンプレス、WPS、PPS通信社
- 制作協力：田辺エージェンシー
- 制作：ハウフルス、フジテレビ

## ネット局
系列は当番組終了時（1997年9月）のもの。
| 放送対象地域  | 放送局             | 系列                                         | ネット形態 | 備考   |
| ------------- | ------------------ | -------------------------------------------- | ---------- | ------ |
| 関東広域圏    | フジテレビ         | フジテレビ系列                               | 同時ネット | 制作局 |
| 北海道        | 北海道文化放送     | フジテレビ系列                               | 同時ネット |        |
| 岩手県        | 岩手めんこいテレビ | フジテレビ系列                               | 同時ネット |        |
| 宮城県        | 仙台放送           | フジテレビ系列                               | 同時ネット |        |
| 秋田県        | 秋田テレビ         | フジテレビ系列                               | 同時ネット |        |
| 山形県        | さくらんぼテレビ   | フジテレビ系列                               | 同時ネット |        |
| 福島県        | 福島テレビ         | フジテレビ系列                               | 同時ネット |        |
| 新潟県        | 新潟総合テレビ     | フジテレビ系列                               | 同時ネット |        |
| 長野県        | 長野放送           | フジテレビ系列                               | 同時ネット |        |
| 静岡県        | テレビ静岡         | フジテレビ系列                               | 同時ネット |        |
| 富山県        | 富山テレビ         | フジテレビ系列                               | 同時ネット |        |
| 石川県        | 石川テレビ         | フジテレビ系列                               | 同時ネット |        |
| 福井県        | 福井テレビ         | フジテレビ系列                               | 同時ネット |        |
| 中京広域圏    | 東海テレビ         | フジテレビ系列                               | 同時ネット |        |
| 近畿広域圏    | 関西テレビ         | フジテレビ系列                               | 同時ネット |        |
| 島根県 鳥取県 | 山陰中央テレビ     | フジテレビ系列                               | 同時ネット |        |
| 広島県        | テレビ新広島       | フジテレビ系列                               | 同時ネット |        |
| 岡山県 香川県 | 岡山放送           | フジテレビ系列                               | 同時ネット |        |
| 愛媛県        | テレビ愛媛         | フジテレビ系列                               | 同時ネット |        |
| 福岡県        | テレビ西日本       | フジテレビ系列                               | 同時ネット |        |
| 佐賀県        | サガテレビ         | フジテレビ系列                               | 同時ネット |        |
| 長崎県        | テレビ長崎         | フジテレビ系列                               | 同時ネット |        |
| 熊本県        | テレビ熊本         | フジテレビ系列                               | 同時ネット |        |
| 大分県        | テレビ大分         | フジテレビ系列 日本テレビ系列                | 時差ネット |        |
| 宮崎県        | テレビ宮崎         | フジテレビ系列 日本テレビ系列 テレビ朝日系列 | 同時ネット |        |
| 鹿児島県      | 鹿児島テレビ       | フジテレビ系列                               | 同時ネット |        |
| 沖縄県        | 沖縄テレビ         | フジテレビ系列                               | 同時ネット |        |